# Österreichische Bodenkundliche Gesellschaft
Die Österreichische Bodenkundliche Gesellschaft (ÖBG) ist eine wissenschaftliche Vereinigung für die Bodenkunde Österreichs.

## Struktur und Aufgaben
Der Verein ist ein eingetragener Verein, dem Einzelpersonen und Institutionen angehören, die ihr Wissen über Bodenkunde vertiefen und bezweckt „alle Zweige der Bodenforschung in Österreich zu fördern“.
Auf Initiative von Professoren der Universität für Bodenkultur in Wien wie auch von Direktoren der  Landwirtschaftlich-chemischen Bundesanstalten, wurde die ÖBG im Frühjahr 1954 gegründet, ihr Sitz ist in Wien. Das Sekretariat der ÖGG ist an der Universität für Bodenkultur (am Institut für Bodenforschung).
Die Aufgaben der ÖBG umfassen neben der Bearbeitung von boden- und standortskundlichen Fragen, die Organisation von wissenschaftlichen Veranstaltungen (z. B. Vorträge, Exkursionen, Tagungen, Konferenzen, Kongresse), Publikationstätigkeit, Durchführung und Betreuung von Forschungsprojekten sowie die Kooperation mit der International Union of Soil Sciences (IUSS) und der European Confederation of Soil Science Societies (ECSSS).

Neben der Veranstaltung von Generalversammlungen, Jahrestagungen, Workshops und Symposien ist die Veröffentlichung des Printmediums Mitteilungen der ÖBG eine Kernaufgabe der ÖBG.

Außerdem kürt die Gesellschaft, in der Tradition wissenschaftlicher Öffentlichkeitsarbeit, zusammen mit der Deutschen Bodenkundlichen Gesellschaft, einen Boden des Jahres.
In Anerkennung als ein wissenschaftliches Forum wurde die Österreichische Bodenkundliche Gesellschaft schon mehrmals von Ämtern, Ministerien etc. mit der Ausarbeitung von Richtlinien für bodenwissenschaftliche Erhebungen in Österreich betraut.

## Vergebene Ehrungen
- Walter Kubiena–Forschungspreis[4] – in Gedenken an Walter Kubiëna, österreichischer Pionier der Bodenkunde

## Publikationen
- Mitteilungen der Österreichischen Bodenkundlichen Gesellschaft (Mitt.ÖGG), jährlich und Sonderhefte, Wien, 1955 ff